# Mayrhofen zu Koburg und Anger

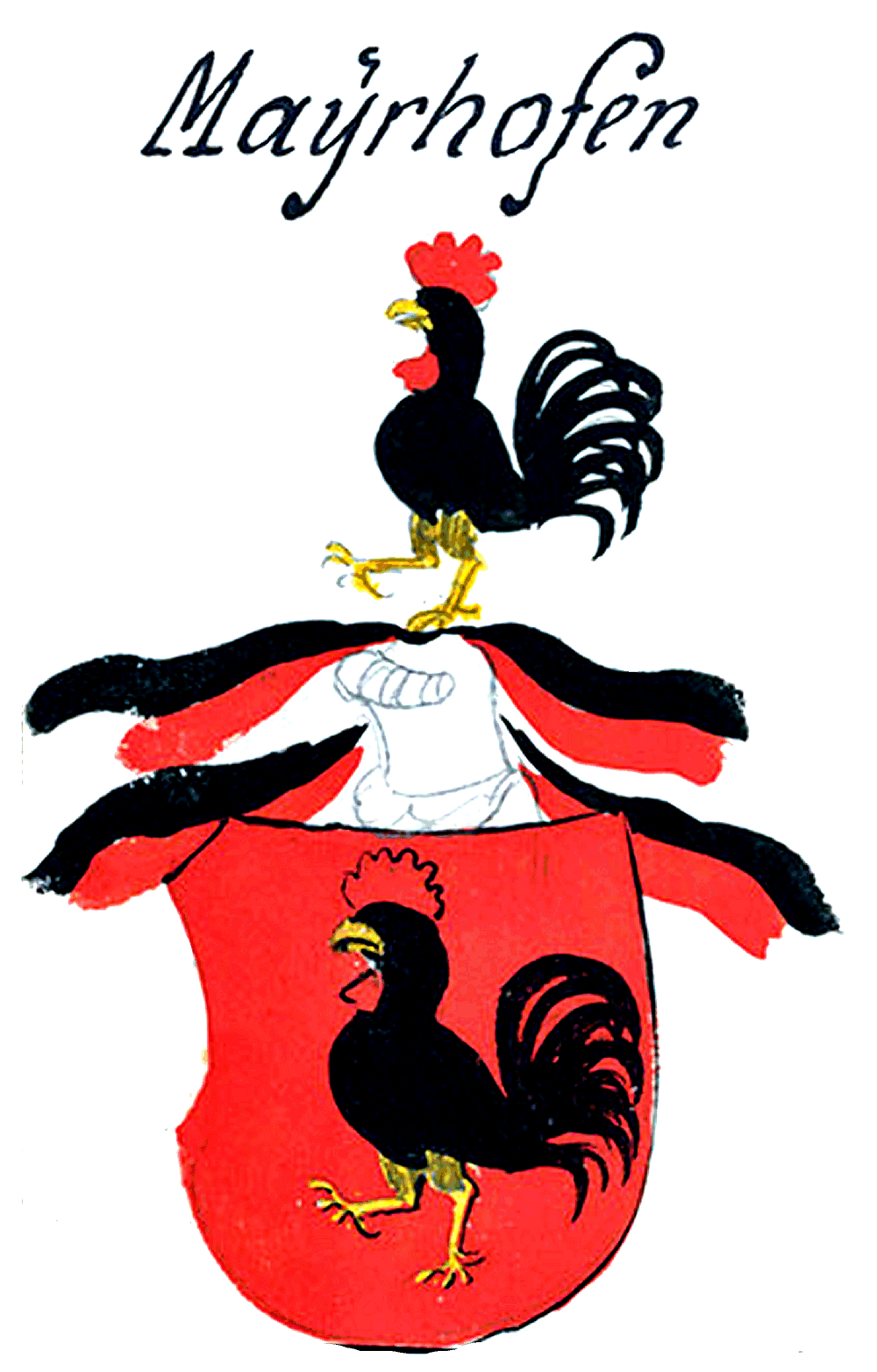
Stammwappen der Ritter von Mayrhofen, 1482

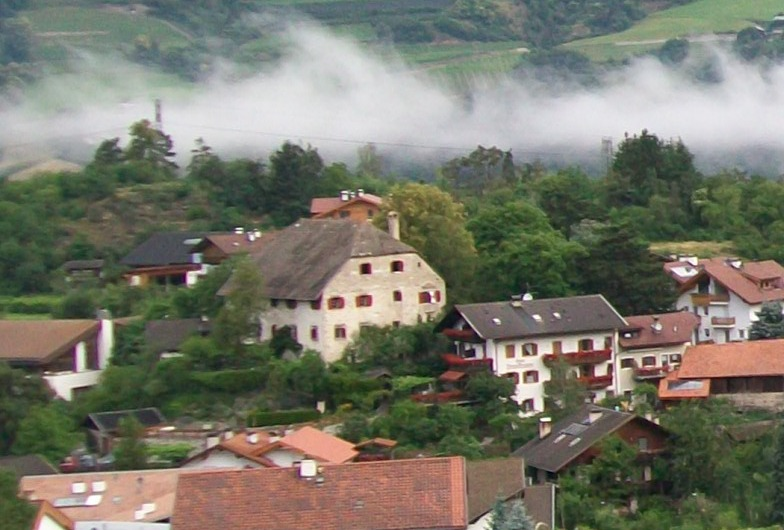
Ansitz Koburg in Gufidaun

May(e)rhofen zu K(h)oburg und Anger war der Name eines briefadeligen Geschlechts aus der gefürsteten Grafschaft Tirol. Die Familie ist von anderen Adelsgeschlechtern mit dem Namen Mayrhofen zu unterscheiden.

## Geschichte

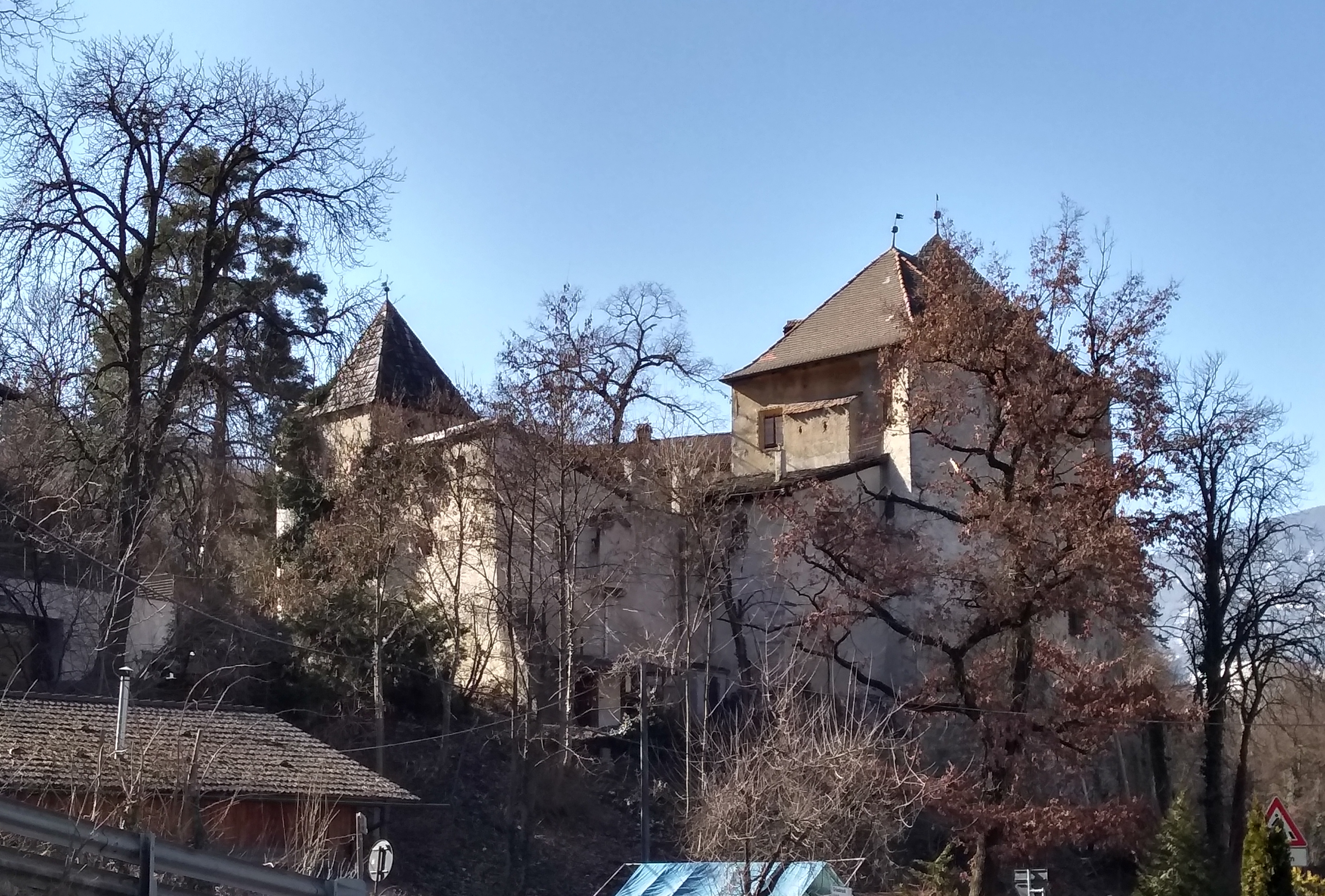
Schloss Anger in Klausen

Die Stammreihe des briefadeligen Geschlechts beginnt mit Georg dem Mayerhofer, der in der ersten Hälfte des 15. Jahrhunderts lebte. Dieser war mit Anna Stämpfl, Erbin des Maierhofes in Lüsen und von Gravötsch oberhalb von Villanders verheiratet. Kaiser Friedrich III. verlieh am 25. Juli 1482 in Wien Balthasar und Peter Mayrhofen aus Lüsen das Ritterstandsdiplom. 1524 wurde das Geschlecht landständisch. Durch die Ehe des Hauptmannes von Beutelstein Balthasar von Mayrhofen († 1526) mit Martha von Koburg, letzte der Edlen von Koburg, gelangte Schloss Koburg in Gufidaun an die Mayrhofen. Als erster führte der Sohn des vorgenannten Ehepaares, Virgil von Mayrhofen († 1538) das Prädikat „von Koburg“. Bis 1814 blieb der Ansitz Koburg im Familienbesitz und wurde darauf an einen Bauer verkauft. 1552 erhielt Andre Mayrhofer die Adelsfreiheit für seinen Ansitz Thurn in Mühlbach. Darauf gewährte am 14. Oktober 1560 in Wien Kaiser Ferdinand I. Christoph und dessen Vetter Adam und Caspar Mayrhofer die Führung des Prädikates „von Koburg“. In Folge nahmen die Mayrhofen auch das erledigte Wappen der Koburg in ihr eigenes auf. 

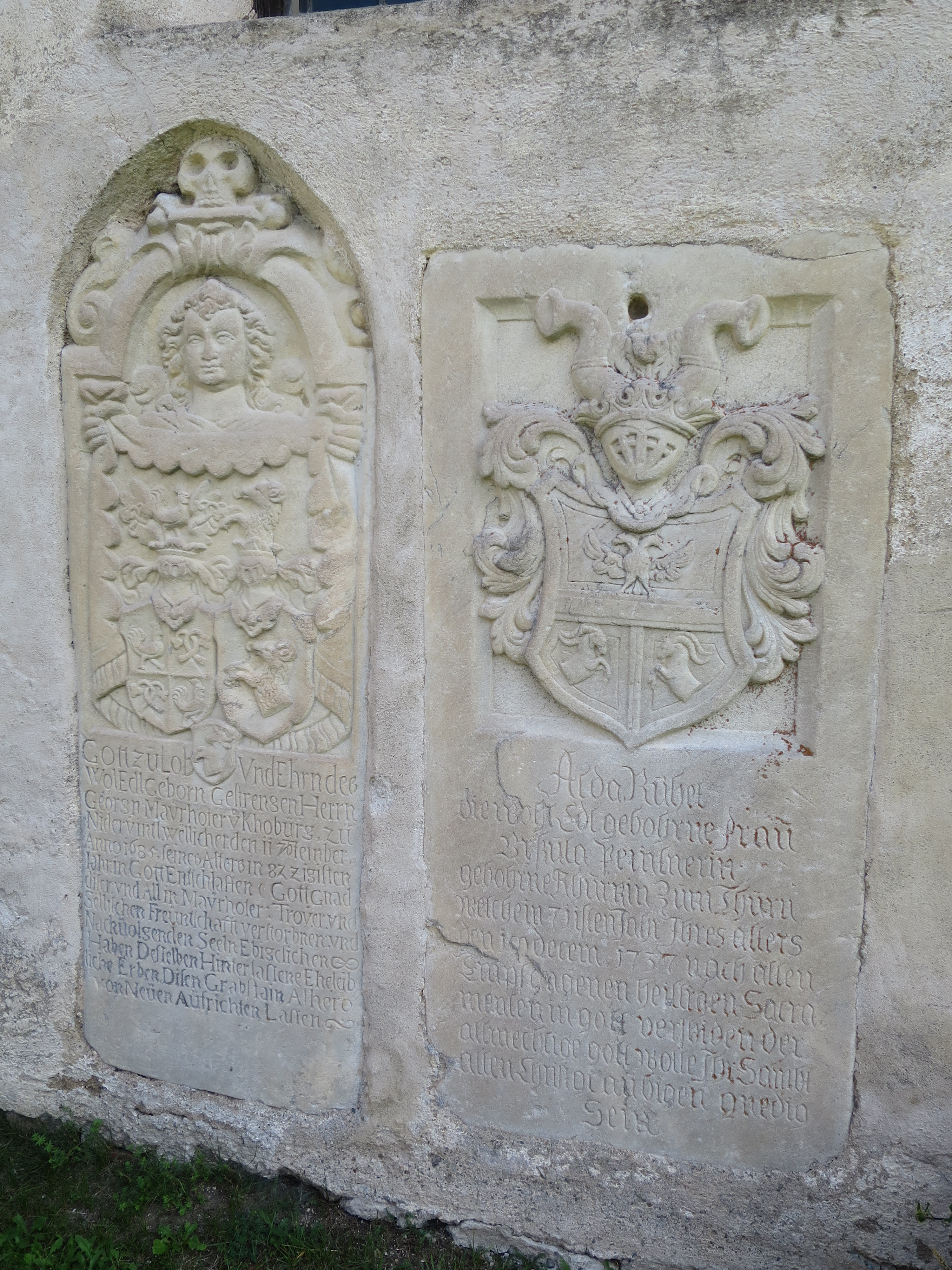
Grabsteine: vorne: Ehewappen des Georg Mayrhofer von Koburg zu Niedervintl (um 1604–1685) und Gattin, geb. Troyer, hinten: Ursula Peintner(in), geb. von Kurz zu Thurn, St. Urban in Niedervintl

Christoph von Mayrhofer zu Anger gelangte in den Besitz von Schloss Anger, nach dem sich die Familie seither auch „von Mayrhofen zu Coburg und Anger“ nannte. Nach einem längeren Rechtsstreit sprach man ihm das Schloss schließlich als Mannlehen zu. Georg Felix von Mayrhofen zu Koburg und Anger († 1724) diente seit 1681 als Hauptmann der Herrschaft Buchenstein und war zugleich Generalfaktor der Bergwerke von Brixen. Er starb in Brixen und wurde in der Pfarrkirche dessen Hochaltar und Jahrtagsmesse er stiftete, begraben. Als eines der bedeutendsten Angehörigen fungierte Stephan von Mayrhofen (1751–1848) als Geschichtsschreiber. Letzterer wurde am 16. Mai 1774 zum Priester geweiht, dann Kanoniker des Kollegiatstiftes in Innichen und Chorherr der Kollegiatkirche in Brixen, an der ein Benefizium von 9000 Gulden stiftete. Seit 1840 war er Ehrenmitglied des Tiroler Landesmuseums Ferdinandeum. Virgil von Mayrhofen zu Koburg und Anger (1815–1877) wirkte als Gynäkologe und Professor an der Universität Innsbruck. Aus Mangel an Nachrichten darf davon ausgegangen werden, dass das Geschlecht darauf Ende des 19. bis Anfang des 20. Jahrhunderts erloschen ist.

## Wappen
- Blasonierung des Stammwappens (1482): In Rot ein schreitender schwarzer Hahn. Auf dem Helm mit schwarz-roten Helmdecken der Hahn vom Schild.
- Blasonierung des vermehrten Wappens (1560): Geviert. Felder 1 und 4 das Stammwappen. Fehler 2 und 3 in Rot eine silberne Spitze (Giebel?), besteckt mit zwei silbernen sich kreuzenden Kleestängeln (Eichenstängeln?). Zwei gekrönte Helme: I. mit schwarz-roten Decken der Hahn vom Stammwappen; II. mit rot-silbernen Decken ein roter geschlossener Flug bezeichnet wie Felder 2 und 3.

Leicht abgewandelt wird das 1560er Wappen auch mit einem bewulsteten, statt gekröntem ersten Helm dargestellt.
Vor der 1560er Variante des Wappens führte die Familie noch eine Version, die bereits ein vermehrtes Wappen, aber nur einen gekrönten Helm mit rechts schwarz-roten und links rot-silbernen Decken zeigt, auf dem sich der Hahn zwischen einem offenen schwarzen Flug befindet, dessen Flügel mit einer silbernen Spitze bezeichnet sind.

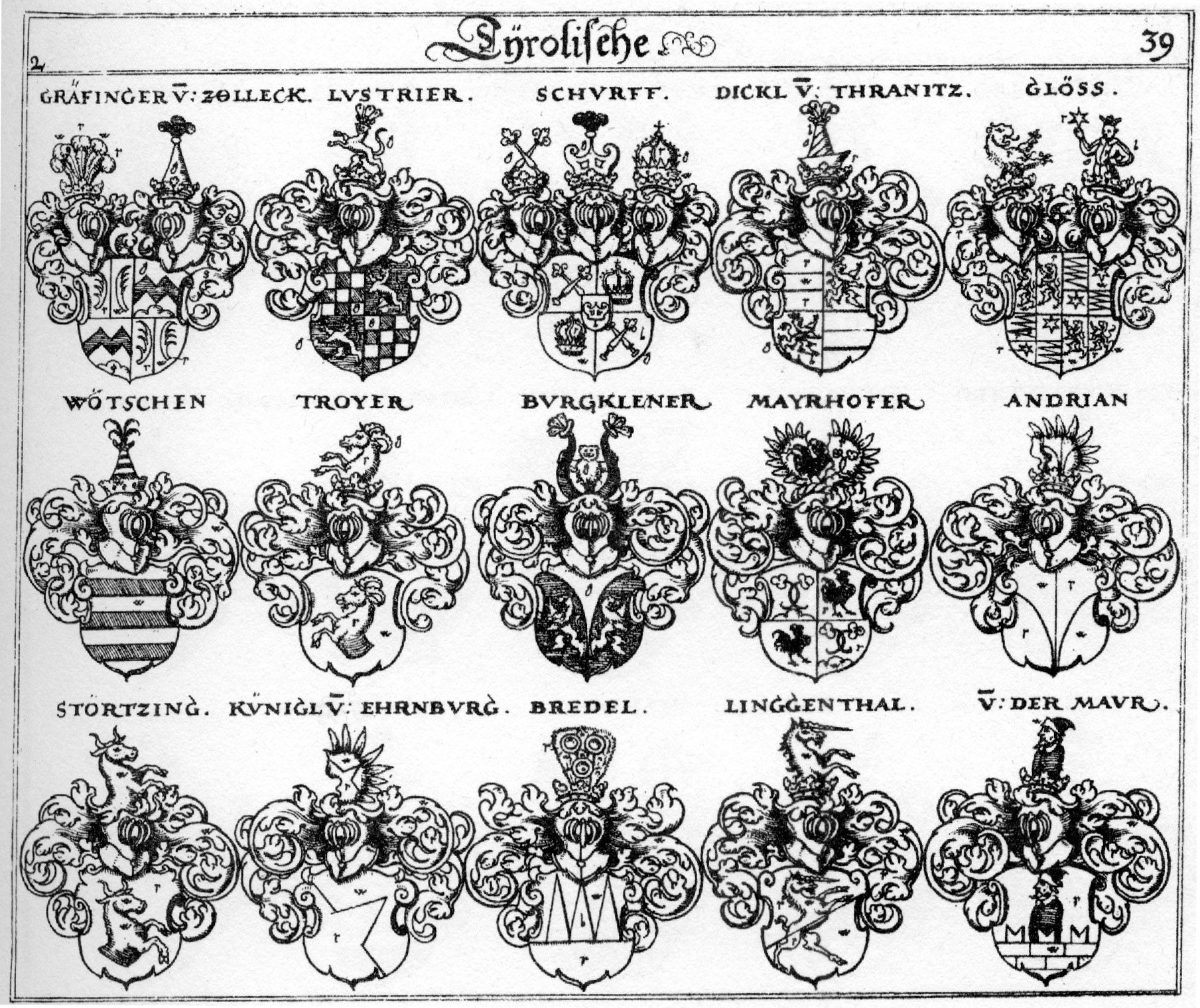
Vermehrtes Wappen vor 1560 in Siebmachers Wappenbuch, Band 2 (Anfang 18. Jahrhundert), Tafel 39, 4. Spalte, mittleres Wappen
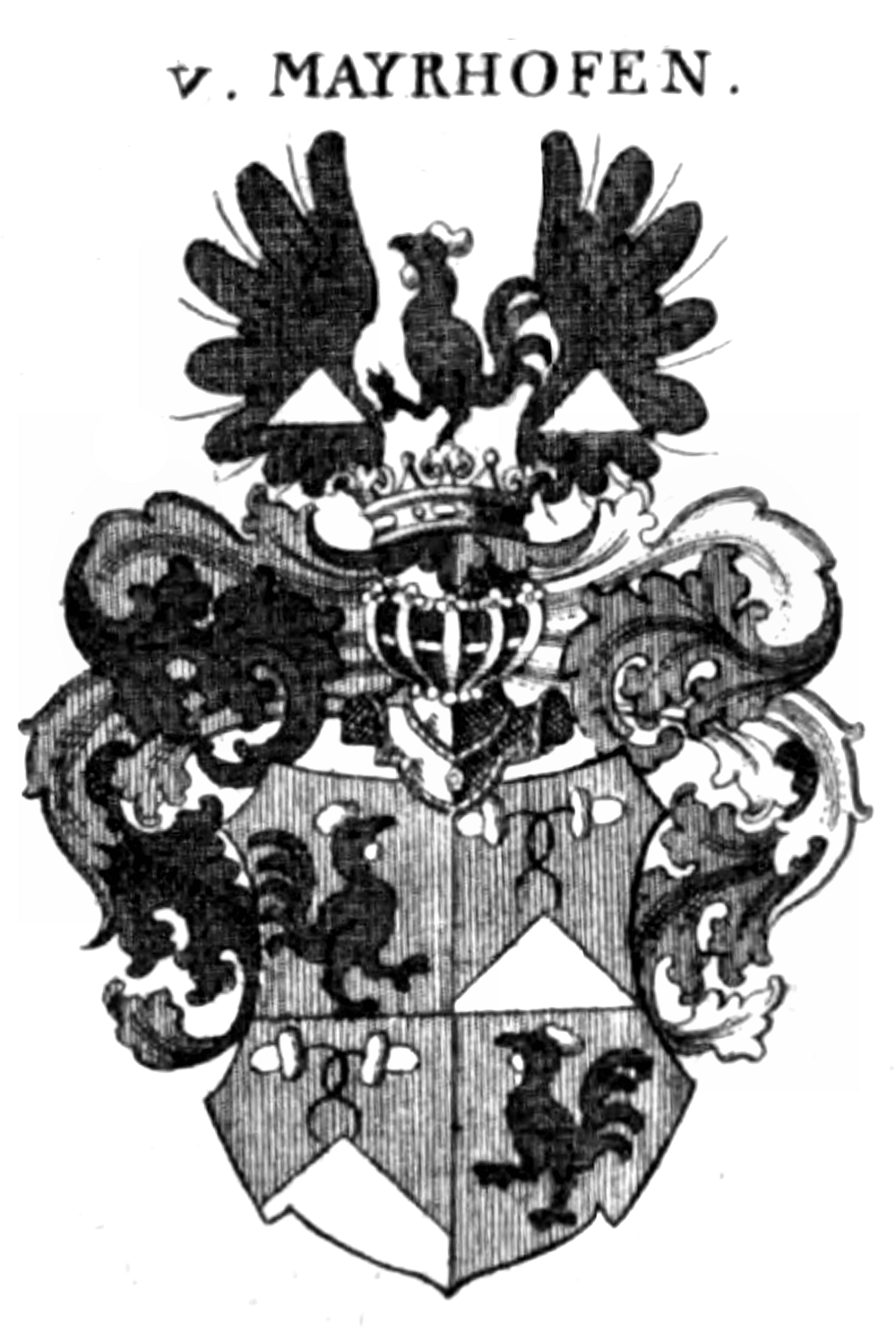
Vermehrtes Wappen vor 1560 in Siebmachers Wappenbuch
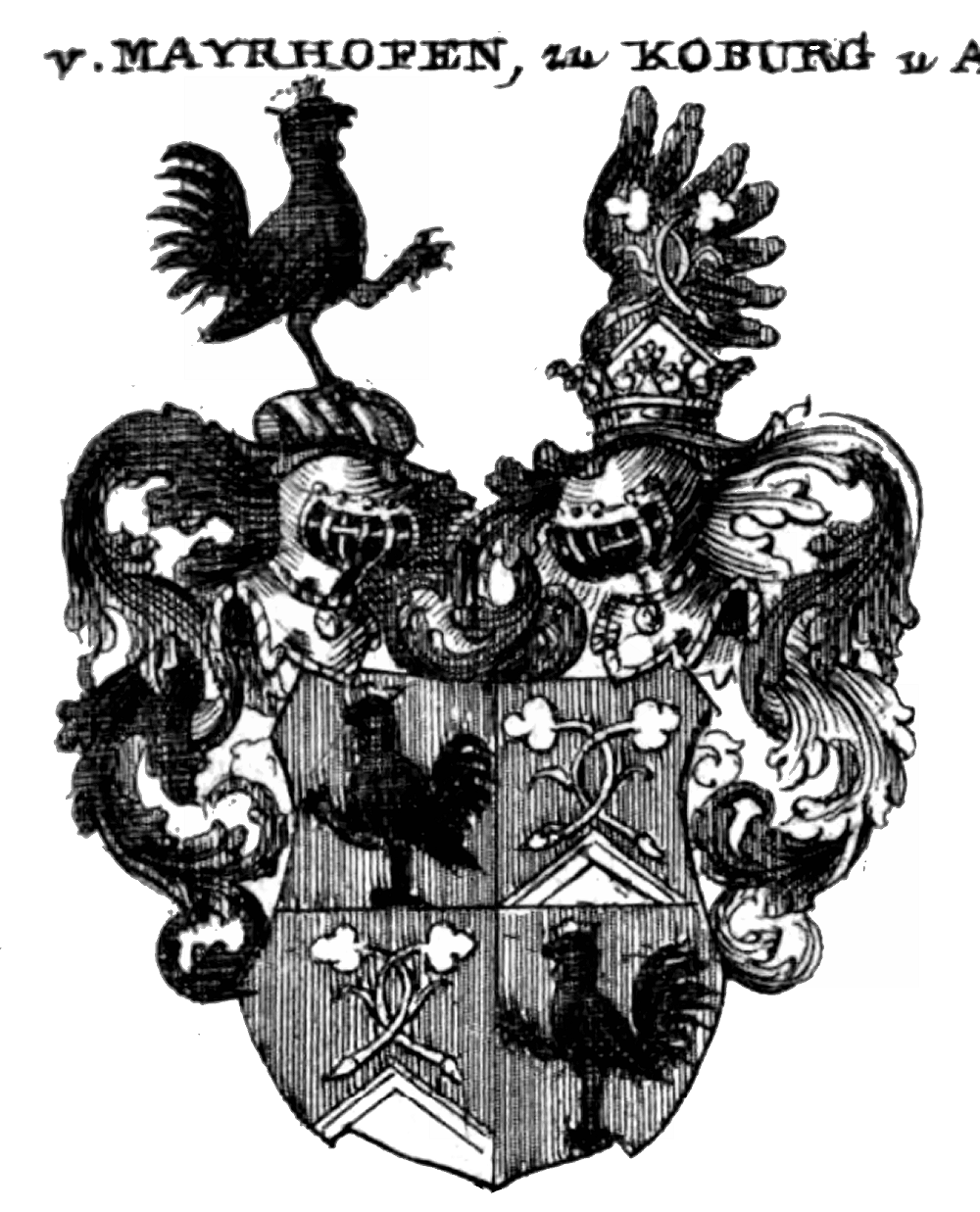
Vermehrtes Wappen nach 1560 in Siebmachers Wappenbuch

## Persönlichkeiten
- Georg Felix von Mayrhofen († 1724), Hauptmann von Buchenstein, Generalbergwerksfaktor von Brixen
- Stephan von Mayrhofen (1751–1848), Geschichtsschreiber, Kanoniker in Innichen, Chorherr in Brixen
- Virgil von Mayrhofen (1815–1877), Gynäkologe und Professor an der Universität Innsbruck